# Campeonato Europeu de Ginástica Artística de 2010 - Resultados femininos
Os resultados femininos do Campeonato Europeu de Ginástica Artística de 2010 contaram com todas as provas individuais por aparelhos, somadas a disputa coletiva.

## Resultados
| Pos.              | Ginasta                 | Pts    |
| ----------------- | ----------------------- | ------ |
| Medalha de ouro   | RUS Ekaterina Kurbatova | 14,287 |
| Medalha de prata  | FRA Youna Dufournet     | 14,275 |
| Medalha de bronze | RUS Tatiana Nabieva     | 14,150 |
| 4                 | ROU Diana Chelaru       | 14,062 |
| 5                 | SUI Ariella Kaeslin     | 13,975 |
| 6                 | HUN Renata Toth         | 13,700 |
| 7                 | ROU Amelia Racea        | 13,662 |
| 8                 | GBR Nicole Hibbert      | 13,025 |

| Pos.              | Ginasta               | Pts    |
| ----------------- | --------------------- | ------ |
| Medalha de ouro   | GBR Elizabeth Tweddle | 15,875 |
| Medalha de prata  | RUS Aliya Mustafina   | 15,050 |
| Medalha de bronze | UKR Natalia Kononenko | 14,750 |
| 4                 | RUS Tatiana Nabieva   | 14,675 |
| 5                 | GBR Becky Downie      | 14,625 |
| 6                 | FRA Youna Dufournet   | 14,400 |
| 7                 | ITA Vanessa Ferrari   | 14,150 |
| 8                 | GER Elizabeth Seitz   | 14,000 |

| Pos.             | Ginasta                 | Pts    |
| ---------------- | ----------------------- | ------ |
| Medalha de ouro  | ROU Amelia Racea        | 14,400 |
| Medalha de prata | RUS Aliya Mustafina     | 14,375 |
| Medalha de prata | ROU Raluca Haidu        | 13,950 |
| 4                | NED Celine Van Gerner   | 13,850 |
| 5                | RUS Anna Myzdrikova     | 13,150 |
| 6                | ITA Elisabetta Preziosa | 13,075 |
| 7                | UKR Yana Demyanchuk     | 12,900 |
| 8                | UKR Valentina Holenkova | 12,525 |

| Pos.              | Ginasta               | Pts    |
| ----------------- | --------------------- | ------ |
| Medalha de ouro   | GBR Elizabeth Tweddle | 14,825 |
| Medalha de prata  | RUS Anna Myzdrikova   | 14,325 |
| Medalha de bronze | ROU Diana Chelaru     | 14,125 |
| 4                 | ITA Vanessa Ferrari   | 13,850 |
| 5                 | ROU Amelia Racea      | 13,700 |
| 6                 | GBR Niamh Rippin      | 13,400 |
| 6                 | FRA Marine Brevet     | 13,400 |
| 8                 | RUS Aliya Mustafina   | 13,225 |

### Equipes
| Posição           | País          | Ginastas                                                                            | Total   |
| ----------------- | ------------- | ----------------------------------------------------------------------------------- | ------- |
| Medalha de ouro   | Rússia        | Aliya Mustafina Tatiana Nabieva Ekaterina Kurbatova Anna Myzdrikova Ksenia Semenova | 169,700 |
| Medalha de prata  | Reino Unido   | Elizabeth Tweddle Becky Downie Nicole Hibbert Niamh Rippin Jocelyn Hunt             | 168,275 |
| Medalha de bronze | Roménia       | Ana Porgras Amelia Racea Diana Chelaru Raluca Haidu                                 | 164,975 |
| 4                 | França        | Marine Brevet Youna Dufournet Aurelie Malaussena Pauline Morel                      | 163,575 |
| 5                 | Itália        | Vanessa Ferrari Elizabetta Preziosa Lia Parolari Monica Bergamelli                  | 161,675 |
| 6                 | Suíça         | Ariella Kaeslin Jennifer Senn Jessica Diacci Giulia Steingruber                     | 156,175 |
| 7                 | Países Baixos | Celine van Gerner Mayra Kroonen Wyomi Masela Yvette Moshage Sanne Wevers            | 156,000 |
| 8                 | Ucrânia       | Natalia Kononenko Angelina Kysla Alina Fomenko Yana Demyanchuk Valentina Holenkova  | 155,375 |